# Solveig Fiske
Solveig Margrete Fiske, född 26 oktober 1952, är en norsk luthersk teolog och före detta biskop i Hamar stift.

## Bakgrund och karriär
Fiske föddes i Møre og Romsdal fylke. Hon avlade teologiska examina i Oslo 1980 och 1981. Solveig Fiske inledde sin prästgärning i Elverum 1981. 1994 blev Fiske kyrkoherde i Løten. Fiske som visat ett starkt engagemang i kvinnofrågor, även internationellt. Hon var ordförande i Norsk kvinnelig teologforening
Den 13 oktober 2006 utnämndes Fiske till ny biskop av Hamar stift. Hon vigdes till biskop vid gudstjänst i Hamars domkyrka 17 december 2006.
Fiske gick i pension och lämnade uppdraget som biskop i november 2022. Hon tituleras därefter biskop emerita.